# Русановский канал
Русановский канал (укр. Русанівський канал) — канал на Днепре вокруг жилого массива Русановка, в Днепровском районе города Киева.
Длина канала — 2 километра 700 метров, ширина — около 40 метров, глубина — 3—4 метра. Несудоходный.
Через канал построены 5 мостов: 3 автомобильных и 2 пешеходных.
Создан во второй половине 60-х годов XX века во время строительства жилого массива Русановка.